# Jaap Eggermont
Jacobus Johannes (Jaap) Eggermont (Den Haag, 31 oktober 1946) is een Nederlandse producer en oud-drummer van Golden Earring.

## Biografie

### Als drummer
In 1965 wordt de Haagse Eggermont aangetrokken om de ritmesectie van Golden Earring te versterken. De ambities van George Kooymans en Rinus Gerritsen reiken verder dan plaatselijke bekendheid. De groep kan zich in de kijker spelen door de kwaliteit omhoog te schroeven. Slachtoffer van deze professionalisering is de eerste drummer van The Golden Earrings: Fred van der Hilst. Eggermont maakt de doorbraak mee met Please go (1965) en That Day (1966) nadat Freddy Haayen de Haagse formatie heeft ontdekt. Hij drumt op vier elpees: Just Earrings (1965), Winter-Harvest (1967), Miracle Mirror (1968), On the Double (1969). Ook is hij van de partij op de eerste trip naar de Verenigde Staten in de zomer van 1969. Even later wordt hij vervangen door Sieb Warner. Beat heeft dan plaatsgemaakt voor psychedelische rock, waarin improvisatie het voornaamste credo is.

### Als producer
Jaap Eggermont richt zich daarna op het produceren. Zo produceert hij Spooky's Day-Off van The Swinging Soul Machine. Daarna volgen hits met onder meer Sandy Coast (True Love That's a Wonder), Earth and Fire (Memories), Livin' Blues (Wang Dang Doodle), Spooky and Sue (Swinging on a Star), Greenfield & Cook (Only Lies), Catapult (Let Your Hair Hang Down), Patricia Paay (Who's that Lady with my Man), Long Tall Ernie and the Shakers (Do you remember), The Internationals met Young and in Love. Windsurfin' van The Surfers (een studioformatie met o.m. André Sommer, Ed van Toorenburg, Bart van Schoonhoven, The Internationals) geproduceerd door Jaap en geschreven samen met de leden van Catapult staat in 1978 zes weken op de tweede plaats van de top 40. In de jaren tachtig volgen: Danny de Munk (Ik voel me zo verdomd alleen) en Novo Band.
In 1981 behaalt hij een internationale nr. 1-hit. Naar aanleiding van een bootleg met een medley van een aantal Beatles-klassiekers, Venus van Shocking Blue en Sugar, Sugar van The Archies waar een discobeat aan is toegevoegd, maakt hij met een aantal Nederlandse artiesten Stars on 45 eerst bedoeld als een 12 inch. Omdat er op een enkele radio-uitzending veel reactie komt, wordt besloten tot een single. Na enkele weken staat de single nummer 1 in Nederland en wordt de single ook populair in Europa. In Amerika komt het nummer ook op de toppositie. Na Venus van Shocking Blue is Stars On 45 de tweede Nederlandse nummer-een-hit in de Verenigde Staten. Hierna volgen nog onder andere More Stars (ABBA-medley, tweede plaats in Engeland). Een nieuwe weg wordt ingeslagen met Proudly Presents The Star Sisters (Andrew Sistersmedley, nr. 1 in Nederland en o.m. Frankrijk), geen discobeat meer maar een collage van zang en bigband met een videoclip met Patricia en Yvonne Paay in de hoofdrol. In 1999 produceert Eggermont het nummer More than a Feeling met de boyband N-Sync, met als leadzanger Justin Timberlake.
Veronica riep hem in 1976 al eens uit tot de populairste producer van Nederland. Voor de internationale successen van Stars on 45 werd onder meer Eggermont in 1981 en nogmaals in 1982 onderscheiden met de Conamus Exportprijs.

### Als reclamemaker
In de jaren negentig begeeft Eggermont zich op het gebied van de reclame. Hij ontvangt vele prijzen en is de muzikale man achter campagnes voor onder meer Heineken, Grolsch, Douwe Egberts, Rosta koffie, Lätta, PTT Post, Holland Casino. Bert Heerink (ex-Vandenberg) houdt er een comeback aan over (Julie July, 1995). Ook internationaal is er reclamesucces. Voor het Duitse biermerk Diebels schrijft hij samen met Peter Schön het nummer Ein Schöner Tag, dat een grote hit wordt in Duitsland. Samen componeerden zij de muziek voor Lindt (chocolade). 
- Gemeinsame Normdatei: 135381479
- International Standard Name Identifier: 0000 0001 3103 8835
- MusicBrainz: d6f30b73-ca61-4249-be13-b7120d7a2de0
- Virtual International Authority File: 80147454
- WorldCat: E39PBJfcTxXBMBfVYKgFrXwjYP

Discografie